# キム・ドンヒョン (格闘家)
キム・ドンヒョン（김동현、金 東炫、Kim Dong Hyun、1981年11月17日 - ）は、韓国の男性総合格闘家。水原市出身。Busan Team M.A.D.所属。
柔道とブラジリアン柔術で鍛えられたグラウンド技術と長身と長いリーチを活かした打撃を武器とする

## 来歴
龍仁大学校時代は柔道部に所属。UFCや修斗を見た事をきっかけに2004年から総合格闘技の練習を始め、グラップリングやブラジリアン柔術の大会で優勝した。
2006年5月24日、CMAフェスティバルに参戦し、谷村光教にチョークスリーパーで一本勝ち。
DEEPに参戦すると、窪田幸生、安藤純、小池秀信ら日本人選手からKO勝ちを収めた。
2007年4月8日、PRIDE.34においてリングサイドで試合を観戦し、閉幕セレモニーでリングに上がるなどPRIDEライト級GPへの参戦が有力視されていたが、PRIDEの活動停止により話は立ち消えとなった。
2007年7月23日、「CMAフェスティバル2 美濃輪育久デビュー10周年記念大会」で前島行晴と対戦。開始11秒、左ストレートでKO勝ち。日本のリングで対日本人相手に6連勝となった。翌7月24日の記者会見でDEEPウェルター級王者長谷川秀彦との対戦をアピールし、大会直前の7月31日に長谷川との対戦が決定した。
2007年8月5日、DEEP 31 IMPACTで長谷川秀彦とノンタイトルマッチで対戦。テイクダウンを許さずスタンドで圧倒し、3R終了間際にジャーマン・スープレックス気味の投げからのマウントパンチの連打でTKO勝ち。
2007年10月9日、DEEP 32 IMPACTで長谷川とDEEPウェルター級タイトルマッチで対戦し、0-1の判定ドローで王座獲得に失敗した。

### UFC
2008年5月24日、UFC初参戦となったUFC 84でジェイソン・タンと対戦。序盤から一方的に攻め続け、3R開始25秒払い腰からの顔面への肘打ち連打でTKO勝ち。9月6日、UFC 88でマット・ブラウンと対戦し、2-1の判定勝ち。
2009年1月31日、UFC 94でカロ・パリジャンに1-2の判定負けを喫するも、後にパリジャンが禁止されている鎮痛剤を使用していたことが発覚し、ノーコンテストに裁定変更となった。
2009年7月11日、UFC 100でTJ・グラントと対戦し、3-0の判定勝ち。11月14日にはUFC 105でダン・ハーディーと対戦予定であったが、負傷により欠場となった。
2010年5月29日、UFC 114でアミール・サダローと対戦し、3-0の判定勝ち。
2011年1月1日、UFC 125でネイト・ディアスと対戦し、3-0の判定勝ちを収めた。UFC5連勝となった。
2011年7月2日、UFC 132でカーロス・コンディットと対戦し、跳び膝蹴りでダウンしパウンドでTKO負け。キャリア初黒星となった。
2011年12月30日、UFC 141でショーン・ピアソンと対戦し、3-0の判定勝ち。
2012年7月7日、UFC 148でデミアン・マイアと対戦。マイアに倒された際に脇腹の筋肉痙攣を起こし、TKO負け。11月10日、マカオで開催されたUFC on Fuel TV 6でパウロ・チアゴと対戦し、判定勝ち。
2013年3月3日、日本で開催されたUFC on Fuel TV 8でシアー・バハドゥルザダと対戦。マウントポジションから挑発を行うなど終始バハドゥルザダを圧倒し、判定勝ち。10月9日、UFC Fight Night: Maia vs. Shieldsでエリック・シウバと対戦し、2RKO勝ち。ノックアウト・オブ・ザ・ナイトを受賞した。
2014年3月1日、UFC Fight Night: Kim vs. Hathawayでジョン・ハザウェイと対戦し、回転肘打ちでKO勝ち。パフォーマンス・オブ・ザ・ナイトを受賞した。
2014年8月23日、UFC Fight Night: Bisping vs. Leでウェルター級ランキング4位のタイロン・ウッドリーと対戦し、TKO負け。
2016年12月30日、UFC 207でウェルター級ランキング12位のタレック・サフィジーヌと対戦し、2-1の判定勝ち。

## 戦績
| 総合格闘技 戦績 | 総合格闘技 戦績 | 総合格闘技 戦績 | 総合格闘技 戦績 | 総合格闘技 戦績 | 総合格闘技 戦績 | 総合格闘技 戦績 |
| --------------- | --------------- | --------------- | --------------- | --------------- | --------------- | --------------- |
| 28 試合         | (T)KO           | 一本            | 判定            | その他          | 引き分け        | 無効試合        |
| 22 勝           | 9               | 2               | 11              | 0               | 1               | 1               |
| 4 敗            | 3               | 0               | 1               | 0               | 1               | 1               |

| 勝敗 | 対戦相手               | 試合結果                           | 大会名                                              | 開催年月日     |
| ×    | コルビー・コヴィントン | 5分3R終了 判定0-3                  | UFC Fight Night: Holm vs. Correia                   | 2017年6月17日  |
| ○    | タレック・サフィジーヌ | 5分3R終了 判定2-1                  | UFC 207: Nunes vs. Rousey                           | 2016年12月30日 |
| ○    | ドミニク・ウォーターズ | 1R 3:11 TKO（パウンド）            | UFC Fight Night: Henderson vs. Masvidal             | 2015年11月28日 |
| ○    | ジョシュ・バークマン   | 3R 2:13 肩固め                     | UFC 187: Johnson vs. Cormier                        | 2015年5月23日  |
| ×    | タイロン・ウッドリー   | 1R 1:01 TKO（右フック→パウンド）   | UFC Fight Night: Bisping vs. Le                     | 2014年8月23日  |
| ○    | ジョン・ハザウェイ     | 3R 1:02 KO（回転肘打ち）           | UFC Fight Night: Kim vs. Hathaway                   | 2014年3月1日   |
| ○    | エリック・シウバ       | 2R 3:01 KO（左ストレート）         | UFC Fight Night: Maia vs. Shields                   | 2013年10月9日  |
| ○    | シアー・バハドゥルザダ | 5分3R終了 判定3-0                  | UFC on Fuel TV 8: Silva vs. Stann                   | 2013年3月3日   |
| ○    | パウロ・チアゴ         | 5分3R終了 判定3-0                  | UFC on Fuel TV 6: Franklin vs. Le                   | 2012年11月10日 |
| ×    | デミアン・マイア       | 1R 0:47 TKO（脇腹の負傷）          | UFC 148: Silva vs. Sonnen 2                         | 2012年7月7日   |
| ○    | ショーン・ピアソン     | 5分3R終了 判定3-0                  | UFC 141: Lesnar vs. Overeem                         | 2011年12月30日 |
| ×    | カーロス・コンディット | 1R 2:58 TKO（跳び膝蹴り→パウンド） | UFC 132: Cruz vs. Faber                             | 2011年7月2日   |
| ○    | ネイト・ディアス       | 5分3R終了 判定3-0                  | UFC 125: Resolution                                 | 2011年1月1日   |
| ○    | アミール・サダロー     | 5分3R終了 判定3-0                  | UFC 114: Rampage vs. Evans                          | 2010年5月29日  |
| ○    | TJ・グラント           | 5分3R終了 判定3-0                  | UFC 100                                             | 2009年7月11日  |
| －   | カロ・パリジャン       | ノーコンテスト（薬物検査失格）     | UFC 94: St-Pierre vs. Penn 2                        | 2009年1月31日  |
| ○    | マット・ブラウン       | 5分3R終了 判定2-1                  | UFC 88: Breakthrough                                | 2008年9月6日   |
| ○    | ジェイソン・タン       | 3R 0:25 TKO（グラウンドの肘打ち）  | UFC 84: Ill Will                                    | 2008年5月24日  |
| △    | 長谷川秀彦             | 5分3R終了 判定0-1                  | DEEP 32 IMPACT 【DEEPウェルター級タイトルマッチ】   | 2007年10月9日  |
| ○    | 長谷川秀彦             | 3R 4:57 TKO（マウントパンチ）      | DEEP 31 IMPACT                                      | 2007年8月5日   |
| ○    | 前島行晴               | 1R 0:11 KO（左ストレート）         | CMAフェスティバル2 美濃輪育久デビュー10周年記念大会 | 2007年7月23日  |
| ○    | 小池秀信               | 2R 4:33 KO（左フック）             | DEEP 28 IMPACT                                      | 2007年2月16日  |
| ○    | 安藤純                 | 2R 0:44 KO（左ストレート）         | DEEP 27 IMPACT                                      | 2006年12月20日 |
| ○    | 窪田幸生               | 1R 2:46 TKO（左膝蹴り）            | DEEP 26 IMPACT                                      | 2006年10月10日 |
| ○    | 岩見谷智義             | 5分2R終了 判定3-0                  | DEEP 25 IMPACT                                      | 2006年8月4日   |
| ○    | 谷村光教               | 1R 4:28 チョークスリーパー         | CMAフェスティバル                                   | 2006年5月24日  |
| ○    | キム・ヒュンクワン     | 5分3R終了 判定3-0                  | Spirit MC 5: 2004 GP Unlimited                      | 2004年9月11日  |
| ○    | Young Ahm Noh          | 5分3R終了 判定3-0                  | Spirit MC 3: I Will Be Back!!!                      | 2004年4月10日  |

## 表彰
- ブラジリアン柔術 黒帯
- 柔道 黒帯四段
- UFC ノックアウト・オブ・ザ・ナイト（1回）
- UFC パフォーマンス・オブ・ザ・ナイト（1回）
- UFC ノックアウト・オブ・ザ・イヤー（2014年）
- SHERDOG ノックアウト・オブ・ザ・イヤー（2014年）